# Paleolit w Europie
Homo erectus najprawdopodobniej wyruszył z Afryki na podbój świata 1,8 mln lat temu i dotarł do Europy ok. 1,3 – 1 mln lat temu. 
Najstarsze ślady ludzkiego bytowania, sprzed ok. 1,2 mln – 800 tys. lat, odkryto w Orce i w Atapuerca (Hiszpania), co by świadczyło o tym, że pierwsza kolonizacja naszego kontynentu nastąpiła poprzez Gibraltar. Ślady w Ca' Belvedere di Monte Poggiolo (Forli, Włochy) i w La Grotte du Vallonnet (Nicea, Francja), pochodzą sprzed ok. 1 mln – 800 tys. lat. 736 tys. lat temu stacjonowała grupka ludzi w Isernii (Włochy). Na Ukrainę Zakarpacką (Korolew) Homo erectus dotarł 800 tys. lat temu, a na ziemie polskie ok. 500 tys. lat temu (Trzebnica). 
Ci pierwsi mieszkańcy Europy posługiwali się prymitywnymi kamiennymi narzędziami zwanymi otoczakami. Przez około milion lat surowcem do wyrobu narzędzi był kamień. W tym czasie człowiek doskonalił techniki jego obróbki i otoczaki zostały zastąpione pięściakami (kultura abwilska, aszelska) oraz narzędziami odłupkowymi (kultura klaktońska). Najstarsze ślady obozowisk pochodzą sprzed 500 tys. – 380 tys. lat, m.in. szałasy z Lazaret i Terra Amata we Francji.
Około 200 tys. lat temu pojawił się człowiek neandertalski, twórca kultur środkowego paleolitu – Homo heidelbergensis i Homo neanderthalensis. Najstarsze znalezisko pochodzi z Heidelbergu (Niemcy) – tzw. szczęka z Mauer. Kultura mustierska charakteryzowała się rozwiniętymi technikami krzemieniarskimi i licznymi wyspecjalizowanymi narzędziami odłupkowymi (zgrzebła, noże, ostrza). 
Ok. 45 – 40 tys. lat temu nowa fala emigracji z Afryki, poprzez Bliski Wschód, dotarła do Europy. Tym razem jest to Homo sapiens sapiens. Przynosi on nowy typ kultur – oryniackie – najpierw na Bałkany, a później do środkowej i zachodniej Europy. Udoskonalony oszczep i wynalazek łuku usprawniły łowiectwo, doprowadzając je do znacznej specjalizacji. Pojawiły się wysoce zorganizowane osady jedno- i wielosezonowe (np. Dolní Véstonice na Morawach). 
Z tego okresu znane są przejawy sztuki – malowidła naskalne w jaskiniach Francji i pn. Hiszpanii oraz figurki kobiece (Wenus paleolityczna). Wyodrębniły się liczne kultury, m.in.: solutrejska, magdaleńska, graweckie, w końcu tego okresu m.in. kultury azylska i świderska.

## Paleolit w Polsce
Na terenach Polski odnaleziono najstarszy na świecie bumerang datowany na 24 000 lat. W górnym paleolicie występowała na Mazowszu, między innymi kultura świderska.